# Elezioni comunali in Emilia-Romagna del 1995
Il 23 aprile 1995 (con ballottaggio il 7 maggio) e il 19 novembre (con ballottaggio il 3 dicembre) in Emilia-Romagna si tennero le elezioni per il rinnovo di numerosi consigli comunali.

## Elezioni dell'aprile 1995

### Provincia di Bologna

#### Bologna
|                               | Walter Vitali ✔️ Sindaco | 145 664              | 50,41 | Due Torri per Bologna                | 104 276 | 38,65 | 22 |  |  |
| Democratici per Bologna       | Walter Vitali ✔️ Sindaco | 145 664              | 50,41 | 17 049                               | 6,32    | 3     |    |  |  |
| Federazione dei Verdi         | Walter Vitali ✔️ Sindaco | 145 664              | 50,41 | 14 136                               | 5,24    | 3     |    |  |  |
|                               | Filippo Berselli         | 52 217               | 18,07 | Alleanza Nazionale                   | 46 840  | 17,36 | 6  |  |  |
| Unione Federalista            | Filippo Berselli         | 52 217               | 18,07 | 1 420                                | 0,53    | –     |    |  |  |
| Seggio di coalizione          | Seggio di coalizione     | Seggio di coalizione | 18,07 | 1                                    |         |       |    |  |  |
|                               | Giuseppe Gazzoni         | 48 615               | 16,83 | Bologna Nuova                        | 44 723  | 16,58 | 6  |  |  |
| Seggio di coalizione          | Seggio di coalizione     | Seggio di coalizione | 16,83 | 1                                    |         |       |    |  |  |
|                               | Ugo Boghetta             | 20 452               | 7,08  | Partito della Rifondazione Comunista | 20 718  | 7,68  | 2  |  |  |
| Seggio di coalizione          | Seggio di coalizione     | Seggio di coalizione | 7,08  | 1                                    |         |       |    |  |  |
|                               | Giovanni Salizzoni       | 10 569               | 3,66  | Governare Bologna                    | 9 194   | 3,41  | –  |  |  |
| Seggio di coalizione          | Seggio di coalizione     | Seggio di coalizione | 3,66  | 1                                    |         |       |    |  |  |
|                               | Luigi Pasquini           | 4 533                | 1,57  | Lega Nord                            | 4 608   | 1,71  | –  |  |  |
|                               | Carlo Monaco             | 3 888                | 1,35  | Lista Pannella - Riformatori         | 3 816   | 1,41  | –  |  |  |
|                               | Ivonne Stefanelli        | 1 605                | 0,56  | È Tempo di Cambiare                  | 1 558   | 0,58  | –  |  |  |
|                               | Marcantonio Bezicheri    | 1 041                | 0,36  | Movimento Sociale Fiamma Tricolore   | 1 028   | 0,38  | –  |  |  |
|                               | Aldo Dinacci             | 439                  | 0,15  | Movimento Padri Separati             | 396     | 0,15  | –  |  |  |
| Totale                        | Totale                   | 288 933              | 100   |                                      | 269 762 | 100   | 46 |  |  |
|                               |                          |                      |       |                                      |         |       |    |  |  |
| Fonte: Ministero dell'interno |                          |                      |       |                                      |         |       |    |  |  |

#### Casalecchio di Reno
| Candidati e Liste                                            | Voti   | %      | Seggi |
| ------------------------------------------------------------ | ------ | ------ | ----- |
| Luigi Castagna                                               | 16.919 | 66,77  | -     |
| Partito Democratico della Sinistra                           | 12.907 | 52,42  | 18    |
| Centro                                                       | 1.196  | 4,86   | 1     |
| Federazione dei Verdi                                        | 1.153  | 4,68   | 1     |
| Lista Civica di Centro-sinistra                              | 1.027  | 4,17   | 1     |
| Oriano Mattioli                                              | 6.032  | 23,81  | 1     |
| Forza Italia-Alleanza Nazionale-Centro Cristiano Democratico | 5.941  | 24,13  | 6     |
| Nello Orivoli                                                | 1.952  | 7,00   | 1     |
| Partito della Rifondazione Comunista                         | 1.953  | 7,93   | 1     |
| Sergio La Canna                                              | 436    | 1,72   | -     |
| Lista Civica di Centro-sinistra                              | 443    | 1,80   | -     |
| Totale alle liste                                            | 24.620 | 100,00 | 28    |
| TOTALE                                                       | 25.339 | 100,00 | 30    |

#### Castel San Pietro Terme
| Candidati e Liste                                  | Voti   | %      | Seggi |
| -------------------------------------------------- | ------ | ------ | ----- |
| Graziano Prantoni                                  | 6.918  | 50,62  | -     |
| Partito Democratico della Sinistra                 | 6.085  | 48,50  | 11    |
| Patto Segni-Alleanza Democratica-Cristiano Sociali | 585    | 4,66   | 1     |
| Marco Parenti                                      | 5.452  | 39,89  | 1     |
| Uniti per Castello                                 | 3.400  | 27,10  | 5     |
| Partito Popolare Italiano                          | 1.250  | 9,96   | 1     |
| Danilo Odorici                                     | 1.296  | 9,48   | 1     |
| Partito della Rifondazione Comunista               | 1.227  | 9,78   | -     |
| Totale alle liste                                  | 12.547 | 100,00 | 18    |
| TOTALE                                             | 13.666 | 100,00 | 20    |

#### Imola
| Candidati e Liste                                                                                            | Voti   | %      | Seggi |
| --- | ------ | ------ | ----- |
| Raffaello De Brasi                                                                                           | 25.332 | 54,83  | -     |
| Partito Democratico della Sinistra                                                                           | 21.437 | 48,34  | 16    |
| Popolari-Partito Repubblicano Italiano-Partito Socialista Democratico Italiano-Partito Socialista Riformista | 2.864  | 6,46   | 2     |
| Enrico Gurioli                                                                                               | 9.078  | 19,65  | 1     |
| Forza Italia-Alleanza Nazionale-Centro Cristiano Democratico                                                 | 8.911  | 20,09  | 5     |
| Ilja Gardi                                                                                                   | 6.632  | 14,35  | 1     |
| Lista Civica                                                                                                 | 5.999  | 13,53  | 3     |
| Morena Grandi                                                                                                | 3.786  | 8,19   | 1     |
| Partito della Rifondazione Comunista                                                                         | 3.772  | 8,51   | 1     |
| Giacomino Dal Monte                                                                                          | 777    | 1,68   | -     |
| Centro | 735    | 1,66   | -     |
| Giuseppe Landi                                                                                               | 597    | 1,29   | -     |
| Liata Pannella-Riformatori                                                                                   | 631    | 1,42   | -     |
| Totale alle liste                                                                                            | 44.349 | 100,00 | 27    |
| TOTALE | 46.202 | 100,00 | 30    |

#### San Giovanni in Persiceto
| Candidati e Liste                    | Voti   | %      | Seggi |
| ------------------------------------ | ------ | ------ | ----- |
| Giorgio Nicoli                       | 8.497  | 51,53  | -     |
| Democrazia e Progresso               | 6.510  | 41,94  | 9     |
| Federazione dei Verdi                | 1.063  | 6,85   | 1     |
| Giorgio Melò                         | 3.886  | 23,57  | 1     |
| Cambiare per Crescere                | 3.873  | 24,95  | 4     |
| Pietro Vincenzi                      | 2.133  | 12,94  | 1     |
| Partito della Rifondazione Comunista | 2.108  | 13,58  | 2     |
| Lorenzo Pellegatti                   | 1.974  | 11,97  | 1     |
| Uniti per Persiceto                  | 1.970  | 12,69  | 1     |
| Totale alle liste                    | 15.524 | 100,00 | 17    |
| TOTALE                               | 16.490 | 100,00 | 20    |

#### San Lazzaro di Savena
| Candidati e Liste                    | Voti   | %      | Seggi |
| ------------------------------------ | ------ | ------ | ----- |
| Aldo Bacchiocchi                     | 13.628 | 62,21  | -     |
| Partito Democratico della Sinistra   | 10.216 | 47,98  | 15    |
| Popolari-Democratici-Lega Nord       | 1.936  | 9,09   | 3     |
| Federazione dei Verdi                | 1.124  | 5,28   | 1     |
| Marco Matteucci                      | 6.584  | 30,06  | 1     |
| Alleanza per la Libertà              | 6.391  | 30,01  | 8     |
| Claudio Adelmi                       | 1.693  | 7,73   | 1     |
| Partito della Rifondazione Comunista | 1.627  | 7,64   | 1     |
| Totale alle liste                    | 21.294 | 100,00 | 28    |
| TOTALE                               | 21.905 | 100,00 | 30    |

#### Zola Predosa
| Candidati e Liste                    | Voti   | %      | Seggi |
| ------------------------------------ | ------ | ------ | ----- |
| Giacomo Venturi                      | 7.599  | 62,01  | -     |
| Partito Democratico della Sinistra   | 5.633  | 47,70  | 11    |
| Partito della Rifondazione Comunista | 1.324  | 11,21  | 2     |
| Federazione dei Verdi                | 335    | 2,84   | -     |
| Lucio Vignoli                        | 2.163  | 17,65  | 1     |
| Zola per le Libertà                  | 2.118  | 17,94  | 2     |
| Loreno Rossi                         | 1.255  | 10,24  | 1     |
| Progetto Insieme e Zola 1995         | 1.164  | 9,86   | 1     |
| Stefano Lelli                        | 1.238  | 10,10  | 1     |
| Alleanza per Zola                    | 1.235  | 10,46  | 1     |
| Totale alle liste                    | 11.809 | 100,00 | 17    |
| TOTALE                               | 12.255 | 100,00 | 20    |

### Provincia di Ferrara

#### Ferrara
| Candidati                     | Candidati                    | II turno             | II turno           | I turno | I turno | Liste                                   | Voti   | %     | Seggi |
| Candidati                     | Candidati                    | Voti                 | %                  | Voti    | %       | Liste                                   | Voti   | %     | Seggi |
| ----------------------------- | ---------------------------- | -------------------- | ------------------ | ------- | ------- | --------------------------------------- | ------ | ----- | ----- |
|                               | Roberto Soffritti ✔️ Sindaco | 55 378               | 60,70              | 46 817  | 45,71   | Partito Democratico della Sinistra - AD | 40 836 | 42,46 | 22    |
| Popolari - PSDI               | Roberto Soffritti ✔️ Sindaco | 55 378               | 60,70              | 46 817  | 45,71   | 3 091                                   | 3,21   | 1     |       |
| Socialisti Italiani - PRI     | Roberto Soffritti ✔️ Sindaco | 55 378               | 60,70              | 46 817  | 45,71   | 2 209                                   | 2,30   | 1     |       |
|                               | Gianluca Fantoni             | 35 856               | 39,30              | 22 626  | 22,09   | Rinascita Estense                       | 22 259 | 23,14 | 7     |
| Seggio di coalizione          | Seggio di coalizione         | Seggio di coalizione | 39,30              | 22 626  | 22,09   | 1                                       |        |       |       |
|                               | Dario Franceschini           | Dario Franceschini   | Dario Franceschini | 19 511  | 19,05   | Ferrara Democratica                     | 10 559 | 10,98 | 3     |
| Federazione dei Verdi         | Dario Franceschini           | Dario Franceschini   | Dario Franceschini | 19 511  | 19,05   | 4 158                                   | 4,32   | 1     |       |
| Seggio di coalizione          | Seggio di coalizione         | Seggio di coalizione | Dario Franceschini | 19 511  | 19,05   | 1                                       |        |       |       |
|                               | Gianluca Merchiori           | Gianluca Merchiori   | Gianluca Merchiori | 6 685   | 6,53    | Partito della Rifondazione Comunista    | 6 555  | 6,82  | 1     |
| Seggio di coalizione          | Seggio di coalizione         | Seggio di coalizione | Gianluca Merchiori | 6 685   | 6,53    | 1                                       |        |       |       |
|                               | Giovanni Cavicchi            | Giovanni Cavicchi    | Giovanni Cavicchi  | 2 883   | 2,81    | Lega Nord                               | 2 794  | 2,91  | –     |
| Seggio di coalizione          | Seggio di coalizione         | Seggio di coalizione | Giovanni Cavicchi  | 2 883   | 2,81    | 1                                       |        |       |       |
|                               | Mario Zamorani               | Mario Zamorani       | Mario Zamorani     | 2 456   | 2,40    | Lista Pannella - Riformatori            | 2 352  | 2,45  | –     |
|                               | Giorgio Mazzoni              | Giorgio Mazzoni      | Giorgio Mazzoni    | 1 452   | 1,42    | Ferrara Proposta                        | 1 361  | 1,42  | –     |
| Totale                        | Totale                       | 91 234               | 100                | 102 430 | 100     |                                         | 96 174 | 100   | 40    |
|                               |                              |                      |                    |         |         |                                         |        |       |       |
| Fonte: Ministero dell'interno |                              |                      |                    |         |         |                                         |        |       |       |

#### Argenta
| Candidati e Liste                    | Voti   | %      | Seggi |
| ------------------------------------ | ------ | ------ | ----- |
| Andrea Ricci                         | 11.393 | 67,54  | -     |
| Partito Democratico della Sinistra   | 9.101  | 56,67  | 13    |
| Socialisti Italiani                  | 831    | 5,17   | 1     |
| Federazione dei Verdi                | 826    | 5,14   | 1     |
| Tiziana Grillanda                    | 2.922  | 17,32  | 1     |
| Lista Civica di Centro-destra        | 2.806  | 17,47  | 2     |
| Gianfranco Cubeddu                   | 1.008  | 5,98   | 1     |
| Partito della Rifondazione Comunista | 996    | 6,20   | -     |
| Antonio Fiorentini                   | 958    | 5,68   | 1     |
| Lista Civica                         | 932    | 5,80   | -     |
| Francesco Gnaccarini                 | 588    | 3,49   | -     |
| Lista Civica                         | 567    | 3,53   | -     |
| Totale alle liste                    | 16.059 | 100,00 | 17    |
| TOTALE                               | 16.869 | 100,00 | 20    |

#### Bondeno
| Candidati e Liste                                            | Voti   | %      | Seggi |
| ------------------------------------------------------------ | ------ | ------ | ----- |
| Ettore Campi                                                 | 7.069  | 55,60  | -     |
| Partito Democratico della Sinistra                           | 4.966  | 41,81  | 9     |
| Socialisti Italiani                                          | 1.037  | 8,73   | 2     |
| Popolari-Socialdemocrazia                                    | 590    | 4,97   | 1     |
| Aldo Scapoli                                                 | 2.897  | 22,79  | 1     |
| Forza Italia-Alleanza Nazionale-Centro Cristiano Democratico | 2.675  | 22,52  | 4     |
| Daniele Biancardi                                            | 1.410  | 11,09  | 1     |
| Insieme per Bondeno                                          | 1.303  | 10,97  | 1     |
| Gabriele Giacomelli                                          | 904    | 7,11   | 1     |
| Partito della Rifondazione Comunista                         | 877    | 7,38   | -     |
| Sergio Bottoni                                               | 434    | 3,41   | -     |
| Lega Nord                                                    | 429    | 3,61   | -     |
| Totale alle liste                                            | 11.877 | 100,00 | 17    |
| TOTALE                                                       | 12.714 | 100,00 | 20    |

#### Copparo
| Candidati e Liste                    | Voti   | %      | Seggi |
| ------------------------------------ | ------ | ------ | ----- |
| Davide Tumiati                       | 9.339  | 66,22  | -     |
| Partito Democratico della Sinistra   | 5.926  | 43,52  | 11    |
| Popolari                             | 1.034  | 7,59   | 2     |
| Socialisti Italiani                  | 1.011  | 7,42   | 1     |
| Lista Civica di Centro-sinistra      | 492    | 3,61   | -     |
| Lista Civica di Centro-sinistra      | 483    | 3,55   | -     |
| Alfonso Aliberti                     | 2.726  | 19,33  | 1     |
| Lista Civica di Centro-destra        | 2.719  | 19,97  | 3     |
| Franco Fedozzi                       | 1.343  | 9,52   | 1     |
| Partito della Rifondazione Comunista | 1.268  | 9,31   | -     |
| Giancarlo Ugatti                     | 696    | 4,93   | 1     |
| Lega Nord                            | 684    | 5,02   | -     |
| Totale alle liste                    | 13.617 | 100,00 | 17    |
| TOTALE                               | 14.104 | 100,00 | 20    |

### Provincia di Forlì-Cesena

#### Forlì
|                                  | Franco Rusticali ✔️ Sindaco | 45 582               | 57,26 | Partito Democratico della Sinistra   | 31 443 | 40,48 | 17 |  |  |
| Patto dei Democratici - Popolari | Franco Rusticali ✔️ Sindaco | 45 582               | 57,26 | 7 453                                | 9,60   | 4     |    |  |  |
| Partito Repubblicano Italiano    | Franco Rusticali ✔️ Sindaco | 45 582               | 57,26 | 5 327                                | 6,86   | 3     |    |  |  |
|                                  | Giovanni Fontana            | 22 234               | 27,93 | Polo per le Libertà                  | 21 860 | 28,14 | 10 |  |  |
| Seggio di coalizione             | Seggio di coalizione        | Seggio di coalizione | 27,93 | 1                                    |        |       |    |  |  |
|                                  | Gianfranco Sacchetti        | 5 621                | 7,06  | Partito della Rifondazione Comunista | 5 600  | 7,21  | 2  |  |  |
| Seggio di coalizione             | Seggio di coalizione        | Seggio di coalizione | 7,06  | 1                                    |        |       |    |  |  |
|                                  | Pier Franco Rolli           | 3 412                | 4,29  | Partito Popolare Italiano            | 3 331  | 4,29  | –  |  |  |
| Seggio di coalizione             | Seggio di coalizione        | Seggio di coalizione | 4,29  | 1                                    |        |       |    |  |  |
|                                  | Donatello Caroli            | 2 759                | 3,47  | Federazione dei Verdi                | 2 661  | 3,43  | –  |  |  |
| Seggio di coalizione             | Seggio di coalizione        | Seggio di coalizione | 3,47  | 1                                    |        |       |    |  |  |
| Totale                           | Totale                      | 79 608               | 100   |                                      | 77 675 | 100   | 40 |  |  |
|                                  |                             |                      |       |                                      |        |       |    |  |  |
| Fonte: Ministero dell'interno    |                             |                      |       |                                      |        |       |    |  |  |

#### Cesena
| Candidati e Liste                  | Voti   | %      | Seggi |
| ---------------------------------- | ------ | ------ | ----- |
| Edoardo Preger                     | 32.936 | 50,13  | -     |
| Partito Democratico della Sinistra | 27.133 | 43,39  | 15    |
| Patto dei Democratici              | 3.310  | 5,29   | 1     |
| Giorgio Andreucci                  | 11.774 | 17,92  | 1     |
| Popolari                           | 5.845  | 9,35   | 2     |
| Partito Repubblicano Italiano      | 5.555  | 8,88   | 2     |
| Massimo Pistocchi                  | 10.701 | 16,29  | 1     |
| Forza Italia - Polo Popolare       | 10.718 | 17,14  | 4     |
| Davide Fabbri                      | 5.920  | 9,01   | 1     |
| Rifondazione Comunista             | 3.943  | 6,31   | 1     |
| Federazione dei Verdi              | 1.756  | 2,81   | -     |
| Guerrino Fiuzzi                    | 4.375  | 6,66   | 1     |
| Alleanza Nazionale                 | 4.273  | 6,83   | 1     |
| Totale alle liste                  | 62.533 | 100,00 | 26    |
| TOTALE                             | 65.706 | 100,00 | 30    |

### Provincia di Modena

#### Modena
|                               | Giuliano Barbolini ✔️ Sindaco | 75 508               | 59,94 | Partito Democratico della Sinistra   | 55 669  | 45,82 | 20 |  |  |
| Patto dei Democratici         | Giuliano Barbolini ✔️ Sindaco | 75 508               | 59,94 | 6 735                                | 5,54    | 2     |    |  |  |
| Popolari                      | Giuliano Barbolini ✔️ Sindaco | 75 508               | 59,94 | 5 739                                | 4,72    | 2     |    |  |  |
| Federazione dei Verdi         | Giuliano Barbolini ✔️ Sindaco | 75 508               | 59,94 | 4 265                                | 3,51    | 1     |    |  |  |
|                               | Vittorio Rossi                | 32 686               | 25,95 | Polo per Modena                      | 31 681  | 26,08 | 10 |  |  |
| Seggio di coalizione          | Seggio di coalizione          | Seggio di coalizione | 25,95 | 1                                    |         |       |    |  |  |
|                               | Alvaro Colombo                | 8 829                | 7,01  | Partito della Rifondazione Comunista | 8 758   | 7,21  | 2  |  |  |
| Seggio di coalizione          | Seggio di coalizione          | Seggio di coalizione | 7,01  | 1                                    |         |       |    |  |  |
|                               | Antonio Grillenzoni           | 4 300                | 3,41  | Lega Nord                            | 4 277   | 3,52  | –  |  |  |
| Seggio di coalizione          | Seggio di coalizione          | Seggio di coalizione | 3,41  | 1                                    |         |       |    |  |  |
|                               | Daniele Bindo                 | 2 402                | 1,91  | Lista Pannella - Riformatori         | 2 358   | 1,94  | –  |  |  |
|                               | Benito Bagni                  | 2 253                | 1,79  | Impegno Civico                       | 2 010   | 1,65  | –  |  |  |
| Totale                        | Totale                        | 125 978              | 100   |                                      | 121 492 | 100   | 40 |  |  |
|                               |                               |                      |       |                                      |         |       |    |  |  |
| Fonte: Ministero dell'interno |                               |                      |       |                                      |         |       |    |  |  |

#### Carpi
| Candidati e Liste                                                                                             | Voti   | %      | Seggi |
| --- | ------ | ------ | ----- |
| Demos Malavasi                                                                                                | 24.499 | 54,55  | -     |
| Partito Democratico della Sinistra                                                                            | 24.300 | 55,09  | 18    |
| Rossano Bellelli                                                                                              | 7.486  | 16,67  | 1     |
| Forza Italia-Centro Cristiano Democratico-Partito Socialista Riformista-Unione di Centro-Federalisti Liberali | 7.406  | 16,79  | 4     |
| Edoardo Patriarca                                                                                             | 4.562  | 10,16  | 1     |
| Popolari-Lega Nord-Patto dei Democratici                                                                      | 4.276  | 9,69   | 2     |
| Giuseppe Lopetrone                                                                                            | 2.494  | 5,55   | 1     |
| Carpi Progetta l'Europa                                                                                       | 2.241  | 5,08   | -     |
| Massimo Valentini                                                                                             | 2.342  | 5,21   | 1     |
| Partito della Rifondazione Comunista                                                                          | 2.327  | 5,28   | -     |
| Giorgio Ugo Virgili                                                                                           | 2.066  | 4,60   | 1     |
| Alleanza Nazionale-Lista Civica                                                                               | 2.075  | 4,70   | -     |
| Maurizio Guaitoli                                                                                             | 1.464  | 3,26   | -     |
| Federazione dei Verdi                                                                                         | 1.485  | 3,37   | -     |
| Totale alle liste                                                                                             | 44.110 | 100,00 | 24    |
| TOTALE | 44.913 | 100,00 | 30    |

#### Castelfranco Emilia
| Candidati e Liste                    | Voti   | %      | Seggi |
| ------------------------------------ | ------ | ------ | ----- |
| Fausto Galetti                       | 10.915 | 66,65  | -     |
| Progressisti                         | 7.196  | 46,07  | 11    |
| Partito della Rifondazione Comunista | 2.643  | 16,92  | 4     |
| Federazione dei Verdi                | 555    | 3,55   | -     |
| Fausta Valdiserra                    | 2.457  | 15,00  | 1     |
| Lista Civica                         | 2.430  | 15,56  | 2     |
| Sergio Graziosi                      | 1.484  | 9,06   | 1     |
| Centro                               | 1.339  | 8,57   | -     |
| Giuseppe Ghedini                     | 1.010  | 6,17   | 1     |
| Lista Civica                         | 977    | 6,25   | -     |
| Paolo Cristoni                       | 511    | 3,12   | -     |
| Partito Socialista Riformista        | 481    | 3,08   | -     |
| Totale alle liste                    | 15.621 | 100,00 | 17    |
| TOTALE                               | 16.377 | 100,00 | 20    |

#### Fiorano Modenese
| Candidati e Liste                    | Voti   | %      | Seggi |
| ------------------------------------ | ------ | ------ | ----- |
| Egidio Pagani                        | 6.937  | 65,97  | -     |
| Partito Democratico della Sinistra   | 4.704  | 50,27  | 11    |
| Partito della Rifondazione Comunista | 833    | 8,90   | 1     |
| Lega Nord                            | 547    | 5,85   | 1     |
| Francesco Tosi                       | 2.142  | 20,37  | 1     |
| Rinnovamento Democratico             | 1.958  | 20,92  | 3     |
| Angelo Amadori                       | 1.436  | 13,66  | 1     |
| Lista Civica per Fiorano             | 1.316  | 14,06  | 2     |
| Totale alle liste                    | 9.358  | 100,00 | 18    |
| TOTALE                               | 10.515 | 100,00 | 20    |

#### Formigine
| Candidati e Liste                               | Voti   | %      | Seggi |
| ----------------------------------------------- | ------ | ------ | ----- |
| Fabrizio Righi                                  | 11.841 | 61,44  | -     |
| Partito Democratico della Sinistra              | 6.997  | 38,15  | 9     |
| Partito Popolare Italiano-Patto dei Democratici | 2.320  | 12,65  | 2     |
| Federazione dei Verdi-Cristiano Sociali         | 1.058  | 5,77   | 1     |
| Lista Civica di Centro-sinistra                 | 877    | 4,78   | 1     |
| Alfredo Mazzilli                                | 3.553  | 18,44  | 1     |
| Lista Civica di Centro-destra                   | 2.842  | 15,50  | 2     |
| Socialisti Laici Sinistra Liberale              | 457    | 2,49   | -     |
| Lorenzo De Curtis                               | 2.166  | 11,24  | 1     |
| Alleanza Nazionale                              | 2.130  | 11,61  | 1     |
| Giorgio Colombini                               | 1.711  | 8,88   | 1     |
| Rifondazione Comunista                          | 1.659  | 9,05   | 1     |
| Totale alle liste                               | 18.340 | 100,00 | 17    |
| TOTALE                                          | 19.271 | 100,00 | 20    |

#### Mirandola
| Candidati e Liste                  | Voti   | %      | Seggi |
| ---------------------------------- | ------ | ------ | ----- |
| Alberto Morselli                   | 7.877  | 50,08  | -     |
| Partito Democratico della Sinistra | 6.296  | 43,63  | 10    |
| Patto dei Democratici              | 1.147  | 7,95   | 2     |
| Corrado Neri                       | 3.839  | 24,41  | 1     |
| Partito Popolare Italiano          | 1.741  | 12,06  | 2     |
| Lista Civica di Centro-sinistra    | 1.272  | 8,81   | 1     |
| Lorenzo Budri                      | 2.981  | 18,95  | 1     |
| Lista Civica di Centro-destra      | 2.954  | 20,47  | 2     |
| Antonella Iaschi                   | 1.031  | 6,56   | 1     |
| Rifondazione Comunista             | 1.021  | 7,08   | -     |
| Totale alle liste                  | 14.431 | 100,00 | 17    |
| TOTALE                             | 15.728 | 100,00 | 20    |

#### Sassuolo
| Candidati e Liste                               | Voti   | %      | Seggi |
| ----------------------------------------------- | ------ | ------ | ----- |
| Laura Tosi                                      | 14.861 | 54,51  | -     |
| Partito Democratico della Sinistra              | 9.714  | 36,81  | 13    |
| Partito Popolare Italiano-Patto Segni-Lega Nord | 3.123  | 11,84  | 4     |
| Lista Civica                                    | 1.479  | 5,61   | 1     |
| Franca Sala                                     | 8.828  | 32,38  | 1     |
| Lista Civica di Centro-destra                   | 8.614  | 32,64  | 8     |
| Gian Paolo Marchesini                           | 2.522  | 9,25   | 1     |
| Rifondazione Comunista                          | 2.480  | 9,40   | 1     |
| Annalisa Vandelli                               | 1.051  | 3,86   | 1     |
| Lista Pannella-Riformatori                      | 977    | 3,70   | -     |
| Totale alle liste                               | 26.387 | 100,00 | 27    |
| TOTALE                                          | 27.262 | 100,00 | 30    |

#### Vignola
| Candidati e Liste                                                                                              | Voti   | %      | Seggi |
| --- | ------ | ------ | ----- |
| Gino Quartieri                                                                                                 | 7.655  | 51,71  | -     |
| Partito Democratico della Sinistra                                                                             | 7.544  | 52,02  | 12    |
| Rosanna Sirotti                                                                                                | 2.318  | 15,66  | 1     |
| Vignola per Tutti                                                                                              | 2.318  | 15,98  | 2     |
| Eugenio Garavini                                                                                               | 2.240  | 15,13  | 1     |
| Lista Civica di Centro-destra                                                                                  | 2.100  | 14,48  | 2     |
| Francesco Montieri                                                                                             | 1.142  | 7,71   | 1     |
| Rifondazione Comunista                                                                                         | 1.143  | 7,88   | -     |
| Giuseppe Termanini                                                                                             | 810    | 5,47   | 1     |
| Federazione dei Verdi-Cristiano Sociali-Partito Repubblicano Italiano-Alleanza Democratica-Socialisti Italiani | 779    | 5,37   | -     |
| Flaminio Azzani                                                                                                | 638    | 4,31   | -     |
| Lega Nord | 618    | 4,26   | -     |
| Totale alle liste                                                                                              | 14.502 | 100,00 | 16    |
| TOTALE | 14.803 | 100,00 | 20    |

### Provincia di Parma

#### Fidenza
| Candidati e Liste                  | Voti   | %      | Seggi |
| ---------------------------------- | ------ | ------ | ----- |
| Massimo Tedeschi                   | 5.920  | 34,80  | -     |
| Partito Democratico della Sinistra | 5.829  | 34,82  | 12    |
| Antonio Belforti                   | 2.967  | 17,44  | 1     |
| Lista Civica di Centro-destra      | 2.938  | 17,55  | 1     |
| Enrico Mambriani                   | 2.392  | 14,06  | 1     |
| Rifondazione Comunista             | 2.275  | 13,59  | 1     |
| Maria Capanni                      | 1.824  | 10,72  | 1     |
| Popolari                           | 1.814  | 10,84  | -     |
| Stefano Gandolfi                   | 1.387  | 8,15   | 1     |
| Lista Civica di Centro-sinistra    | 1.364  | 8,15   | -     |
| Lino Bonatti                       | 1.340  | 7,88   | 1     |
| Centro                             | 1.341  | 8,01   | -     |
| Monica Romanini                    | 1.181  | 6,94   | 1     |
| Lega Nord                          | 1.177  | 7,03   | -     |
| Totale alle liste                  | 16.738 | 100,00 | 14    |
| TOTALE                             | 17.011 | 100,00 | 20    |

#### Salsomaggiore Terme
| Candidati e Liste                  | Voti   | %      | Seggi |
| ---------------------------------- | ------ | ------ | ----- |
| Adriano Grolli                     | 5.738  | 43,94  | -     |
| Partito Democratico della Sinistra | 4.518  | 35,80  | 11    |
| Lista Civica di Centro-sinistra    | 740    | 5,86   | 1     |
| Federazione dei Verdi              | 314    | 2,49   | -     |
| Roberto Milani                     | 3.467  | 26,55  | 1     |
| Lista Civica di Centro-destra      | 3.430  | 27,18  | 3     |
| Paola Pioli                        | 1.952  | 14,95  | 1     |
| Centro                             | 1.754  | 13,90  | 1     |
| Romano Casana                      | 1.036  | 7,93   | 1     |
| Rifondazione Comunista             | 1.035  | 8,20   | -     |
| Vittorio Cupola                    | 865    | 6,62   | 1     |
| Lista Civica                       | 829    | 6,57   | -     |
| Totale alle liste                  | 12.620 | 100,00 | 16    |
| TOTALE                             | 13.058 | 100,00 | 20    |

### Provincia di Ravenna

#### Bagnacavallo
| Candidati e Liste                  | Voti   | %      | Seggi |
| ---------------------------------- | ------ | ------ | ----- |
| Mario Mazzotti                     | 8.711  | 70,12  | -     |
| Partito Democratico della Sinistra | 5.969  | 50,19  | 12    |
| Partito Popolare Italiano          | 1.436  | 12,08  | 2     |
| Federazione dei Verdi              | 434    | 3,65   | -     |
| Lista Civica di Centro-sinistra    | 418    | 3,51   | -     |
| Franco Randi                       | 1.676  | 13,49  | 1     |
| Lista Civica di Centro-destra      | 1.655  | 13,92  | 2     |
| Vanni Bezzi                        | 1.166  | 9,39   | 1     |
| Rifondazione Comunista             | 1.147  | 9,65   | 1     |
| Luisa Babini                       | 870    | 7,00   | 1     |
| Partito Repubblicano Italiano      | 833    | 7,00   | -     |
| Totale alle liste                  | 11.892 | 100,00 | 17    |
| TOTALE                             | 12.423 | 100,00 | 20    |

#### Cervia
| Candidati e Liste                  | Voti   | %      | Seggi |
| ---------------------------------- | ------ | ------ | ----- |
| Massimo Medri                      | 10.641 | 56,49  | -     |
| Partito Democratico della Sinistra | 7.819  | 44,78  | 11    |
| Federazione dei Verdi              | 685    | 3,92   | 1     |
| Lista Civica di Centro-sinistra    | 536    | 3,07   | -     |
| Patto dei Democratici              | 529    | 3,03   | -     |
| Oscar Savelli                      | 3.439  | 18,26  | 1     |
| Lista Civica di Centro-destra      | 3.237  | 18,54  | 3     |
| Gabriele Armuzzi                   | 2.552  | 13,55  | 1     |
| Partito Repubblicano Italiano      | 2.502  | 14,33  | 2     |
| Roberto Bolognesi                  | 1.261  | 6,69   | 1     |
| Rifondazione Comunista             | 1.255  | 7,19   | -     |
| Luigi Nori                         | 640    | 3,40   | -     |
| Lega Nord                          | 622    | 3,56   | -     |
| Gian Luca Taviani                  | 303    | 1,61   | -     |
| Partito della Legge Naturale       | 275    | 1,58   | -     |
| Totale alle liste                  | 17.460 | 100,00 | 17    |
| TOTALE                             | 18.836 | 100,00 | 20    |

#### Lugo
| Candidati e Liste                  | Voti   | %      | Seggi |
| ---------------------------------- | ------ | ------ | ----- |
| Maurizio Roi                       | 14.954 | 63,40  | -     |
| Partito Democratico della Sinistra | 10.217 | 45,89  | 15    |
| Popolari                           | 3.191  | 14,33  | 4     |
| Federazione dei Verdi              | 816    | 3,67   | 1     |
| Elisa Baioni                       | 3.370  | 14,29  | 1     |
| Lista Civica di Centro-destra      | 3.153  | 14,16  | 3     |
| Ilva Marangoni                     | 2.910  | 12,34  | 1     |
| Il Pavaglione                      | 2.585  | 11,61  | 2     |
| Paolo Zama                         | 2.354  | 9,98   | 1     |
| Rifondazione Comunista             | 2.302  | 10,34  | 2     |
| Totale alle liste                  | 22.264 | 100,00 | 27    |
| TOTALE                             | 23.588 | 100,00 | 30    |

### Provincia di Reggio Emilia

#### Reggio Emilia
|                               | Antonella Spaggiari ✔️ Sindaco | 62 223               | 64,78 | Partito Democratico della Sinistra   | 43 265 | 46,54 | 20 |  |  |
| Popolari                      | Antonella Spaggiari ✔️ Sindaco | 62 223               | 64,78 | 9 235                                | 9,93   | 4     |    |  |  |
| Patto dei Democratici         | Antonella Spaggiari ✔️ Sindaco | 62 223               | 64,78 | 5 007                                | 5,39   | 2     |    |  |  |
| Federazione dei Verdi         | Antonella Spaggiari ✔️ Sindaco | 62 223               | 64,78 | 2 434                                | 2,62   | 1     |    |  |  |
|                               | Gian Paolo Barazzoni           | 20 460               | 21,30 | Polo di Reggio                       | 20 170 | 21,70 | 8  |  |  |
| Seggio di coalizione          | Seggio di coalizione           | Seggio di coalizione | 21,30 | 1                                    |        |       |    |  |  |
|                               | Giuliano Rovacchi              | 5 307                | 5,53  | Partito della Rifondazione Comunista | 5 340  | 5,74  | 1  |  |  |
| Seggio di coalizione          | Seggio di coalizione           | Seggio di coalizione | 5,53  | 1                                    |        |       |    |  |  |
|                               | Emanuela Crotti                | 2 890                | 3,01  | Lega Nord                            | 2 870  | 3,09  | –  |  |  |
| Seggio di coalizione          | Seggio di coalizione           | Seggio di coalizione | 3,01  | 1                                    |        |       |    |  |  |
|                               | Alessandro Parmiggiani         | 2 499                | 2,60  | Città Democratica                    | 2 249  | 2,42  | –  |  |  |
| Seggio di coalizione          | Seggio di coalizione           | Seggio di coalizione | 2,60  | 1                                    |        |       |    |  |  |
|                               | Stella Borghi                  | 1 403                | 1,46  | Lista Pannella - Riformatori         | 1 292  | 1,39  | –  |  |  |
|                               | Lucio Consolini                | 1 265                | 1,32  | Socialisti Italiani                  | 1 102  | 1,19  | –  |  |  |
| Totale                        | Totale                         | 96 047               | 100   |                                      | 92 964 | 100   | 40 |  |  |
|                               |                                |                      |       |                                      |        |       |    |  |  |
| Fonte: Ministero dell'interno |                                |                      |       |                                      |        |       |    |  |  |

#### Correggio
| Candidati e Liste                    | Voti   | %      | Seggi |
| ------------------------------------ | ------ | ------ | ----- |
| Claudio Ferrari                      | 9.754  | 67,11  | -     |
| Partito Democratico della Sinistra   | 7.473  | 53,90  | 12    |
| Federazione dei Verdi                | 907    | 6,54   | 1     |
| Patto dei Democratici                | 896    | 6,46   | 1     |
| Luigi Rossi                          | 3.731  | 25,67  | 1     |
| Lista Civica di Centro-destra        | 3.579  | 25,81  | 4     |
| Gianni Tasselli                      | 1.050  | 7,22   | 1     |
| Partito della Rifondazione Comunista | 1.010  | 7,28   | -     |
| Totale alle liste                    | 13.865 | 100,00 | 18    |
| TOTALE                               | 14.535 | 100,00 | 20    |

#### Scandiano
| Candidati e Liste                                          | Voti   | %      | Seggi |
| ---------------------------------------------------------- | ------ | ------ | ----- |
| Lanfranco Fradici                                          | 10.110 | 63,04  | -     |
| Partito Democratico della Sinistra                         | 7.147  | 46,00  | 10    |
| Popolari                                                   | 1.590  | 10,23  | 2     |
| Patto dei Democratici                                      | 1.360  | 8,75   | 1     |
| Gianluca Ferrari                                           | 2.612  | 16,29  | 1     |
| Partito della Rifondazione Comunista-Federazione dei Verdi | 2.244  | 14,44  | 2     |
| Fabiola Ganassi                                            | 2.461  | 15,34  | 1     |
| Centro                                                     | 2.363  | 15,21  | 2     |
| Farouk Ramadan                                             | 855    | 5,33   | 1     |
| Lega Nord                                                  | 834    | 5,37   | -     |
| Totale alle liste                                          | 15.538 | 100,00 | 17    |
| TOTALE                                                     | 16.038 | 100,00 | 20    |

### Provincia di Rimini

#### Rimini
| Candidati                     | Candidati                   | II turno                 | II turno                 | I turno | I turno | Liste                                | Voti   | %     | Seggi |
| Candidati                     | Candidati                   | Voti                     | %                        | Voti    | %       | Liste                                | Voti   | %     | Seggi |
| ----------------------------- | --------------------------- | ------------------------ | ------------------------ | ------- | ------- | ------------------------------------ | ------ | ----- | ----- |
|                               | Giuseppe Chicchi ✔️ Sindaco | 44 795                   | 56,79                    | 43 938  | 48,22   | Partito Democratico della Sinistra   | 31 588 | 35,48 | 18    |
| Patto dei Democratici         | Giuseppe Chicchi ✔️ Sindaco | 44 795                   | 56,79                    | 43 938  | 48,22   | 8 433                                | 9,47   | 5     |       |
| Federazione dei Verdi - CS    | Giuseppe Chicchi ✔️ Sindaco | 44 795                   | 56,79                    | 43 938  | 48,22   | 3 112                                | 3,50   | 1     |       |
|                               | Mario Gentilini             | 34 083                   | 43,21                    | 20 917  | 22,96   | Forza Italia - PP - CCD - LN - PRI   | 20 456 | 22,97 | 7     |
| Seggio di coalizione          | Seggio di coalizione        | Seggio di coalizione     | 43,21                    | 20 917  | 22,96   | 1                                    |        |       |       |
|                               | Oronzo Zilli                | Oronzo Zilli             | Oronzo Zilli             | 13 210  | 14,50   | Alleanza Nazionale (A)               | 12 962 | 14,56 | 4     |
| Seggio di coalizione          | Seggio di coalizione        | Seggio di coalizione     | Oronzo Zilli             | 13 210  | 14,50   | 1                                    |        |       |       |
|                               | Cesare Mangianti            | Cesare Mangianti         | Cesare Mangianti         | 6 307   | 6,92    | Partito della Rifondazione Comunista | 6 261  | 7,03  | 1     |
| Seggio di coalizione          | Seggio di coalizione        | Seggio di coalizione     | Cesare Mangianti         | 6 307   | 6,92    | 1                                    |        |       |       |
|                               | Arrigo Albini               | Arrigo Albini            | Arrigo Albini            | 3 617   | 3,97    | Città Aperta                         | 3 165  | 3,55  | –     |
| Seggio di coalizione          | Seggio di coalizione        | Seggio di coalizione     | Arrigo Albini            | 3 617   | 3,97    | 1                                    |        |       |       |
|                               | Mirella Canini Venturini    | Mirella Canini Venturini | Mirella Canini Venturini | 1 745   | 1,92    | Lista Verde Alternativa (B)          | 1 676  | 1,88  | –     |
|                               | Manuela Fabbri              | Manuela Fabbri           | Manuela Fabbri           | 1 378   | 1,51    | Lista Pannella - Riformatori (C)     | 1 388  | 1,56  | –     |
| Totale                        | Totale                      | 78 878                   | 100                      | 91 112  | 100     |                                      | 89 041 | 100   | 40    |
|                               |                             |                          |                          |         |         |                                      |        |       |       |
| Fonte: Ministero dell'interno |                             |                          |                          |         |         |                                      |        |       |       |

#### Cattolica
| Candidati e Liste                    | Voti   | %      | Seggi |
| ------------------------------------ | ------ | ------ | ----- |
| Gian Franco Micucci                  | 7.231  | 65,06  | -     |
| Partito Democratico della Sinistra   | 5.211  | 50,29  | 11    |
| Partito Popolare Italiano            | 1.290  | 12,45  | 2     |
| Maurizio Lugli                       | 1.870  | 16,83  | 1     |
| Lista Civica di Centro-destra        | 1.871  | 18,06  | 3     |
| Giona Di Giacomi                     | 944    | 8,49   | 1     |
| Partito della Rifondazione Comunista | 929    | 8,97   | 1     |
| Landro Pritelli                      | 801    | 7,21   | 1     |
| Federazione dei Verdi                | 815    | 7,87   | -     |
| Sergio Pericoli                      | 268    | 2,41   | -     |
| Socialisti Italiani                  | 246    | 2,37   | -     |
| Totale alle liste                    | 10.362 | 100,00 | 17    |
| TOTALE                               | 11.114 | 100,00 | 20    |

#### Riccione
| Candidati e Liste                                                                     | Voti   | %      | Seggi |
| ------------------------------------------------------------------------------------- | ------ | ------ | ----- |
| Massimo Masini                                                                        | 14.057 | 58,49  | -     |
| Partito Democratico della Sinistra                                                    | 9.822  | 42,24  | 14    |
| Partito Repubblicano Italiano-Federazione Laburista                                   | 1.817  | 7,81   | 2     |
| Federazione dei Verdi                                                                 | 1.024  | 4,40   | 1     |
| Athos Valori                                                                          | 1.870  | 16,83  | 1     |
| Forza Italia-Partito Popolare Italiano-Socialdemocrazia Liberale Europea-I Socialisti | 4.478  | 19,26  | 5     |
| Giancarlo Barnabé                                                                     | 3.835  | 15,96  | 1     |
| Alleanza Nazionale                                                                    | 3.769  | 16,21  | 4     |
| Wilma Delbianco                                                                       | 1.442  | 6,00   | 1     |
| Partito della Rifondazione Comunista                                                  | 1.427  | 6,14   | -     |
| Totale alle liste                                                                     | 23.255 | 100,00 | 27    |
| TOTALE                                                                                | 24.035 | 100,00 | 30    |

#### Santarcangelo di Romagna
| Candidati e Liste                    | Voti   | %      | Seggi |
| ------------------------------------ | ------ | ------ | ----- |
| Fabio Maioli                         | 7.565  | 62,43  | -     |
| Partito Democratico della Sinistra   | 5.208  | 44,75  | 10    |
| Partito Popolare Italiano            | 1.955  | 16,80  | 3     |
| Luciana Zamagni                      | 1.870  | 16,83  | 1     |
| Lista Civica di Centro-destra        | 2.139  | 18,38  | 3     |
| Salvatore Capobianco                 | 1.222  | 10,09  | 1     |
| Partito della Rifondazione Comunista | 1.221  | 10,49  | 1     |
| Paolo Pracucci                       | 741    | 6,12   | 1     |
| Federazione dei Verdi                | 723    | 6,21   | -     |
| Fabio Battistini                     | 409    | 3,38   | -     |
| Lista Civica di Centro-sinistra      | 393    | 3,38   | -     |
| Totale alle liste                    | 11.639 | 100,00 | 17    |
| TOTALE                               | 12.117 | 100,00 | 20    |